# Miconia fosteri
Miconia fosteri är en tvåhjärtbladig växtart som beskrevs av John Julius Wurdack. Miconia fosteri ingår i släktet Miconia och familjen Melastomataceae.
Artens utbredningsområde är Ecuador. Inga underarter finns listade i Catalogue of Life.